# Hermann von Kuhl
Hermann Josef von Kuhl, geboren als Hermann Josef Kuhl, (Koblenz, 2 november 1856 - Frankfurt am Main, 4 november 1958) was een Duits aristocraat, filoloog, militair en krijgshistoricus. Hij bracht het tot generaal der Infanterie. De Duitse keizer decoreerde hem in de Eerste Wereldoorlog met Orde van de Rode Adelaar der IIe Klasse met Zwaarden en Eikenbladeren (op 15 januari 1916) en op 12 januari 1918 met de ster van de orde.

## Opleiding
De jonge Kuhl studeerde filosofie, klassieke filologie, germanistiek en vergelijkende taalwetenschappen in Leipzig, Tübingen, Marburg en Berlin en promoveerde in 1878 op een dissertatie met als onderwerp „De Saliorum carminibus".

## Militaire loopbaan
Na zijn promotie nam hij dienst in het Duitse leger. Hij werd op 1 oktober 1878 vaandrig (Offiziersanwärter) in het 5e Westfälische Infanterie-Regiment Nr. 53. Op 12 augustus 1879 volgde zijn benoeming tot tweede luitenant der Infanterie. Na tien jaar volgde pas de benoeming tot eerste luitenant en een overplaatsing naar een regionale commandopost in Wezel. Daarna werd Hermann Kuhl overgeplaatst naar Oost-Pruisen en het Grenadier-Regiment „König Friedrich Wilhelm I.“ (2. Ostpreußisches) Nr. 3 in Koningsbergen.
Een studiejaar op de Preußische Kriegsakademie in Berlijn gaf de carrière van Kuhl een stoot in de goede richting, hij werd afdelingschef in de Grote Generale Staf van het Pruisische leger. Daar werd hij op 4 juni 1912 bevorderd tot generaal-majoor. De goede organisator kreeg een sleutelfunctie: hij werd "Oberquartiermeister im Großen Generalstab" wat hem verantwoordelijk maakte voor bewapening en bevoorrading van het leger. Hij was in die functie ook betrokken bij de ontwikkeling van nieuwe wapens. Tot 2 augustus 1914 bleef hij in Berlijn werken.
Op 16 juni 1913 werd Hermann Kuhl ter gelegenheid van zilveren ambtsjubileum van keizer Wilhelm II van Duitsland, koning van Pruisen, in de Pruisische adelstand verheven.
In de Eerste Wereldoorlog was Von Kuhl vooral actief als stafchef. Hij was achtereenvolgens chef-staf van het Ie Leger onder generaal Alexander von Kluck (2 augustus 1914 tot 20 november 1915), het legercommando van het XIIe Leger onder Max von Gallwitz aan het Oostfront, chef-staf van het VIe Leger onder kroonprins Rupprecht van Beieren (tot 28 augustus 1916) en chef-staf van de Heeresgruppe "Kronprinz Rupprecht" (tot 11 november 1918). In deze functies werkte hij nauw samen met de generaals Hindenburg en Ludendorff in het Grote Hoofdkwartier.
Op 10 september 1919 werd luitenant-generaal Von Kuhl onder gelijktijdige benoeming tot generaal der Infanterie eervol uit de dienst ontslagen.

## Militair historicus
Na de Eerste Wereldoorlog was Hermann von Kuhl werkzaam als historicus. Hij publiceerde meerdere boeken over de Eerste Wereldoorlog:
- Der deutsche Generalstab in Vorbereitung und Durchführung des Weltkrieges. (1920)
- Der Marnefeldzug 1914. (1921)
- Entstehung, Durchführung und Zusammenbruch der Offensive 1918. (1923)
- Der Weltkrieg 1914–1918. Dem deutschen Volke dargestellt. Verlag Tradition W. Kolk, Berlin 1929, twee delen

## Militaire loopbaan
- Offiziersanwärter: 1 oktober 1878
- Leutnant: 12 augustus 1879[3]
- Oberleutnant: 16 februari 1889[3]
- Hauptmann: 14 september 1893[3]
- Major: 13 augustus 1899[3]
- Oberstleutnant: 10 april 1906[3]
- Oberst: 24 maart 1909[3]
- Generalmajor: 4 juni 1912[3]
- Generalleutnant: 18 april 1915[3]
- Karakter van een General der Infanterie: 10 september 1919 (terugwerkende kracht vanaf 12 januari 1919)[3]

## Onderscheidingen
Een stafofficier als Von Kuhl kon in het Duitse leger op onderscheidingen rekenen. Hij droeg:
- Het IJzeren Kruis (Duitsland) Ie Klasse
- De Orde Pour le Mérite sinds 28 augustus 1916[3][4]
- Het Eikenloof op de Orde Pour le Mérite sinds 20 december 1916[3]
- Het commandeurskruis van de Militaire Max-Joseph-Orde sinds 13 december 1916

Na de oorlog werd in Koblenz de Von-Kuhl-Straße naar hem genoemd.
Uitzonderlijk was zijn uitverkiezing tot lid van de Vredesklasse van de Orde Pour le Mérite für Wissenschaften und Künste op 6 december 1924. Hij dankte deze uitverkiezing door de leden, andere historici en literatoren, aan de hoge kwaliteit van zijn militairgeschiedkundige werk.